# Robinson Bluff
Das Robinson Bluff ist ein wuchtiges Felsenkliff in der antarktischen Ross Dependency. Im Königin-Maud-Gebirge ragt es oberhalb der Westflanke des Amundsen-Gletschers nördlich des Whitney-Gletschers auf.
Entdeckt wurde es im Dezember 1929 von der geologischen Mannschaft unter der Leitung Laurence McKinley Goulds (1896–1995) bei der US-amerikanischen Byrd Antarctic Expedition (1928–1930). Das Advisory Committee on Antarctic Names benannte das Kliff 1967 nach Richard R. Robinson, Ingenieur auf der McMurdo-Station im antarktischen Winter 1966.